# Karol Ripa
Karol Ripa (ur. 21 marca 1895 w Lisku, zm. 1 marca 1983 w Rockville, Maryland) – doktor ekonomii, polski urzędnik konsularny.

## Życiorys
W 1913 zdał egzamin dojrzałości w III Gimnazjum Cesarza Franciszka Józefa we Lwowie. Studiował w Akademii Eksportowej (Export-Akademie) w Wiedniu (1913–1914), oraz na Wydziale Ekonomiczno-Politycznym Uniwersytetu Poznańskiego (do 1926), w 1927 uzyskując stopień doktora ekonomii.
W 1915 został internowany przez Rosjan na Wołyniu. W 1916 osiedlił się w Krasnojarsku pełniąc funkcje prezesa Koła Wzajemnej Pomocy Polaków Jenisejskiej Guberni (1917–1918), pełnomocnika Królewskiego Duńskiego Komitetu Pomocy dla austro-węgierskich jeńców wojskowych i pełnomocnika wicekonsula Królestwa Danii w Irkucku przy Tymczasowym Rządzie Syberyjskim (białych) w Krasnojarsku (1918). Uczestniczył w I Wszechrosyjskim Zjeździe Polaków w Nowo-Mikołajewsku (1918). Był pełnomocnikiem Polskiego Komitetu Narodowego na Okręg Jenisejski (1918–1920). Wiosną 1920 został aresztowany przez bolszewików i skazany na karę śmierci. Zdołał uciec z żoną do Harbinu. Jesienią 1921 wrócił do Polski.
W początkach 1922 podjął pracę w polskiej służbie zagranicznej. Pełnił cały szereg funkcji, m.in. sekretarza konsularnego w konsulacie RP w Królewcu (1922), sekretarza/kierownika w randze wicekonsula w Agencji Konsularnej/Wicekonsulacie w Olsztynie (1922–1924), pracownika Departamentu Konsularnego MSZ (1924–1926), konsula w Morawskiej Ostrawie (1926–1934), pracownika MSZ (1934–1935), konsula generalnego w Pittsburghu (1935–1938), pracownika Wydziału Gospodarczego MSZ (1938–1939), konsula generalnego RP w Chicago (1939–1944). W 1945 osiadł w Chicago. Zmarł w 1983 i został pochowany na cmentarzu św. Wojciecha w Niles pod Chicago.

## Ordery i odznaczenia
- Krzyż Niepodległości (9 listopada 1931)[2]
- Krzyż Oficerski Orderu Odrodzenia Polski
- Złoty Krzyż Zasługi (9 listopada 1931)[3]
- Krzyż Kawalerski Orderu Legii Honorowej (Francja)
- Krzyż Orderu Zasługi kat. wojskowej (Węgry)
- Krzyż Zasługi Czerwonego Krzyża (Węgry)[4]